# Maqām (Sufismus)
Maqām (arabisch مقام, DMG maqām ‚Standort; Stellung, Rang‘, Plural maqāmāt) ist ein Begriff aus dem Sufismus (der islamischen Mystik). Er bezeichnet die „Wegstationen“, die ein Gottessuchender auf seinem langen und mühevollen Weg auf der Suche nach Gott zurücklegen muss. Der Begriff ist untrennbar mit dem Begriff Hāl (arabisch حال, DMG ḥāl ‚Zustand‘) verbunden, mit dem der Seelenzustand bezeichnet wird, der den Suchenden auf seinem Weg überkommt.
Die klassischen Sufi-Handbücher, um das 10. Jahrhundert entstanden, haben die mystischen Wegstationen systematisiert, um sie den Gläubigen zugänglich zu machen. Diese Beschreibungen sind sehr unterschiedlich. Es ist jedoch fast allen ein Grundschema zu eigen, das die Wegstationen folgendermaßen benennt:
- Umkehr
- Reue
- Armut und Gottvertrauen
- Zufriedenheit
- verschiedene Grade der Liebe

Der persische Mystiker Nadschm ad-Dīn al-Kubrā (gest. 1221) erklärte den Unterschied zwischen Hāl und Maqām damit, dass der Hāl der Reiseproviant und der Trank seien, mit denen sich der Reisende auf seiner spirituellen Reise zu Gott stärke, während der Maqām der Ort sei, an dem der Reisende absteigt und sich von den Strapazen der Reise erhole. Der Hāl sei die Ausrüstung, der Maqām dagegen wie die Stationen auf dem Weg. Man könne auch sagen, dass der Hāl wie die Flügel eines Vogels sei und der Maqām wie sein Nest.
Maqam bezeichnet auch den Ort, an dem ein Heiliger (walī) verehrt wird und von dem dessen Segenskraft (baraka) auf die Gläubigen ausgeht. Die Orte sind entweder Grabstätten oder stehen auf irgendeine Art mit dem Leben des Heiligen in Verbindung. Die Kultgebäude werden als Qubba bezeichnet.

## Belege
1. ↑  Vgl. H. Wehr: Arabisches Wörterbuch, Wiesbaden 1968, S. 714.
2. ↑  Vgl. Fritz Meier: Die Fawāʾiḥ al-ǧamāl wa-fawātiḥ al-ǧalāl des Naǧm ad-Dīn al-Kubrā, eine Darstellung mystischer Erfahrungen im Islam aus der Zeit um 1200 n. Chr. Steiner, Wiesbaden 1957. Arab. Teil S. 40 f. (Nr. 86 f.).